# Princípio do planejamento
O Princípio do Planejamento é um dos quatro princípos da Administração Científica segundo Frederick Winslow Taylor. Consiste em substituir o critério individual do operário, a improvisação e o empirismo por métodos planejados e testados.Os princípios do planejamento são:
- O principio da contribuição aos objetivos;
- O principio da precedência do planejamento;
- O principio da maior penetração e abrangência;
- O principio da maior eficiência, eficacia e efetividade e sem descumprir as normas.

## Outros princípios fundamentais da administração Científica
- Princípio da preparação dos trabalhadores
- Princípio do controle
- Princípio da execução